# Richard Walsh (bispo)
Richard Walsh DD (Gortroe, 1697 - Cork, 1763) foi um bispo católico romano irlandês no século XVIII.
Walsh era um candidato de compromisso para o bispado de Cork. Os dois principais candidatos foram John O'Brien, pároco de Castlelyons, e James Butler, sobrinho do arcebispo de Cashel. Ele foi consagrado a 10 de janeiro de 1748 e serviu até ao dia da sua morte.